# Selecció de corfbol de Luxemburg
La selecció de corfbol de Luxemburg està dirigida per la Federació Luxemburguesa de Corfbol i representa a Luxemburg a les competicions internacionals de corfbol.

## Història
| Campionat del Món |                      |                           |               |
| Any               | Campionat            | Seu                       | Classificació |
| 1978              | 1r Campionat del Món | Amsterdam (Països Baixos) | 8a plaça      |

| European Bowl |                  |                    |                 |
| Any           | Campionat        | Seu                | Classificació   |
| 2007          | 2a European Bowl | Luxemburg / Sèrbia | 5a plaça (Oest) |
| 2009          | 3a European Bowl | Luxemburg          | 5a plaça (Oest) |